# Roy Chapman Andrews
Roy Chapman Andrews (26 de enero de 1884-11 de marzo de 1960) fue un explorador, aventurero y naturalista estadounidense conocido principalmente por dirigir una serie de expediciones a través de la fragmentada China de principios del siglo XX hacia el desierto de Gobi y Mongolia. Esas expediciones lograron importantes descubrimientos y mostraron los primeros fósiles conocidos de huevos de dinosaurios. 
Muchos de los encuentros y escapes con la muerte por parte de Andrews han sido reportados, incluyendo incidentes con ballenas, tiburones, pitones y bandidos armados. Fue reportado erróneamente muerto más de una vez.
Se dice que se inspiraron en él para crear el personaje de Indiana Jones.

## Primeros años y educación
Andrews nació en Beloit (estado de Wisconsin), cuando era niño exploraba los campos, bosques y aguas de los alrededores, mostrando una gran puntería. Aprendió taxidermia por sí mismo y utilizó los recursos de ese hobby para entrar al colegio Beloit.
El 31 de marzo de 1905 Andrews navegaba en el río Rock en malas condiciones cuando su bote se volcó; su amigo Monty White murió en las frías aguas. Después de su graduación el siguiente año, Andrews viajó a Nueva York para buscar trabajo en el American Museum of Natural History. Como no había vacantes tomó el puesto de conserje del área de taxidermia y comenzó a conseguir especímenes para el museo. Durante el siguiente año trabajó y estudió simultáneamente consiguiendo un título de maestría en mamíferos de la Universidad de Columbia.

## Carrera
De 1909 a 1910 navegó en el USS Albatross hacia las Indias del este recolectando serpientes y lagartijas y observando mamíferos marinos. 
Se casó con Yvette Borup en 1914. 
De 1916 a 1917 Andrews y su esposa dirigieron la expedición zoológica asiática a través del sur y oeste de Yunnan así como provincias de China. El libro Camps and trails in China cuenta sus experiencias.
En 1920 Andrews comenzó a planear expediciones a Mongolia y condujo una flota de autos Dodge desde Pekín. Esas expediciones pasaron por muchas inclemencias del camino y del clima, que en esos lugares produce bajas en la temperatura bastantes drásticas en pocos minutos. La fauna del lugar y los constantes ataques de los bandidos tampoco mostraron piedad, incluso llegaron a sufrir tiroteos por parte del ejército del lugar. 
En 1922 el equipo descubrió un fósil de Paraceratherium (entonces llamado Baluchitherium), un rinoceronte gigante sin cuerno, el cual fue enviado al museo, llegando el 19 de diciembre.
Lo más curioso de lo que se llamaron Las expediciones Centroasiáticas del Museo de Historia Natural de Nueva York es lo siguiente: se iniciaron bajo los auspicios del Museo y la insistencia de Henry Fairfield Osborn, un mecenas millonario con un cargo en el Museo y gran admirador de las teorías de Darwin. Le propuso a Roy Chapman una expedición por Asia Central para que encontrara fósiles humanos y así demostrar que Darwin estaba en lo cierto en todo... excepto en que los antepasados de la especie humana provinieran de África. Según la teoría de Osborn los grandes mamíferos y el hombre tenían su origen en Asia... Siguiendo esta "loca" teoría el naturalista Roy Chapman Andrews organizó la mayor expedición conocida hasta la fecha (incluidos vehículos de motor y caravanas de camellos). Sus habilidades y buenos contactos entre los magnates estadounidenses implicaron a Morgan, Rockefeller y Colgate, por citar sólo a los más famosos.
Lógicamente no se encontró un solo fósil humano que demostrara que el hombre no proviniese de África, ni mucho menos el "eslabón perdido", pero en el desierto del Gobi hallaron el mayor y primer registro fósil de dinosaurios de toda la historia. A veces un error de planteamiento conduce a un éxito, y esta es una de esas ocasiones memorables. Otra curiosidad es que siempre se ha comentado que el personaje de ficción del arqueólogo Indiana Jones se basó en la personalidad de Roy Chapman.
El 13 de julio de 1923, el equipo fue el primero en el mundo en descubrir huevos de dinosaurio. Inicialmente se creía que pertenecían al ceratopsido protoceratops, en 1995 se determinó que pertenecen al teropodo oviraptor. Las expediciones se interrumpieron en 1926 y 1927. 
En 1928 la expedición fue detenida por las autoridades chinas pero eventualmente regresó. 
La expedición de 1929 fue cancelada. En 1930 se hizo un viaje final y se descubrieron algunos fósiles de mastodonte. Más tarde, ese año Andrews regresó a Estados Unidos y se divorció de su esposa, con la que tenía dos hijos. Sesenta años después de la expedición inicial de Andrews, el American Museum of Natural History regresó a Mongolia con la invitación de su gobierno para continuar con las exploraciones.
En 1934, Andrews se convirtió en el director del museo. En su libro de 1935 The business of exploring, escribió "Yo nací para ser explorador... nunca hubo una decisión que tomar. No pude haber hecho cualquier otra cosa y ser feliz". En 1942 Andrews se retiró a Carmel-by-the-Sea, California, donde escribió de su vida y murió en 1960. Fue sepultado en el cementerio de Oakwood, en su pueblo natal Beloit.

## Obra
Roy Chapman Andrews fue un autor prolífico, y aparte de sus artículos y textos que se encuentran en el Museo de Historia Natural de NY, en Central Park editó, entre otros, los siguientes títulos:
- Caminos de China. (escrito conjuntamente con su esposa, la fotógrafa, Yvette Borup)
- A través de las planicies de Mongolia.
- El negocio de la exploración.
- Bajo una estrella afortunada.
- En los confines de la Tierra.

(Nota: traducción libre de los títulos escritos en inglés)